# Brumoides septentrionis
Brumoides septentrionis är en skalbaggsart som först beskrevs av Julius Weise 1885.  Brumoides septentrionis ingår i släktet Brumoides och familjen nyckelpigor.

## Underarter
Arten delas in i följande underarter:
- B. s. septentrionis
- B. s. hogei
- B. s. davisi